# キャサリン・ベリス
キャサリン・ベリス（Catherine Bellis, 1999年4月8日 - ）は、アメリカ・カリフォルニア州サンフランシスコ出身の女子プロテニス選手。現時点では、まだWTAツアーでシングルス・ダブルスともに優勝はない。自己最高ランキングはシングルス35位、ダブルス149位。身長168cm、体重50kg。右利き、バックハンド・ストロークは両手打ち。CiCiの愛称がある。

## 来歴
3歳からテニスを始める。当時15歳の世界ランキング1208位であったが全米テニス協会の大会で優勝し、主催者推薦選手として2014年全米オープンに出場した。1回戦で第12シードのドミニカ・チブルコバを 6–1, 4–6, 6–4 で破る殊勲を挙げた。2回戦でザリナ・ディアスに 3–6, 6–0, 2–6 で敗れた。ベリスがまだアマチュア選手であったため2回戦進出の賞金6万420ドルは受け取ることができなかった。ベリスは2014年のジュニア世界一になった。
2015年のマイアミ・オープンでは3回戦まで進出しセリーナ・ウィリアムズに 1–6, 1–6 で完敗した。
2016年7月のバンク・オブ・ウエスト・クラシックではベスト8に進出。全米オープンでは3回戦まで進出し優勝したアンゲリク・ケルバーに 1–6, 1–6 で敗れた。9月に17歳でプロに転向する。11月のWTA 125Kシリーズのホノルル・オープンの決勝で張帥を 6–4, 6–2 で破り優勝した。
2017年2月のドバイ・テニス選手権では3回戦で当時6位のアグニエシュカ・ラドワンスカを 6–4, 4–6, 6–2 で破りトップ10選手に初めて勝利した。2017年ウィンブルドン選手権ではマルケタ・ボンドロウソバと組んだダブルスでベスト8に進出した。2017年8月14日付で35位となりトップ50入りを果たしている。2017年のWTAアワード年間最優秀新人賞を受賞した。
2018年3月のマイアミ・オープンを最後に故障のためツアー出場から遠ざかっている。

## 4大大会シングルス成績
略語の説明
| W | F | SF | QF | #R | RR | Q# | LQ | A | Z# | PO | G | S | B | NMS | P | NH |

W=優勝, F=準優勝, SF=ベスト4, QF=ベスト8, #R=#回戦敗退, RR=ラウンドロビン敗退, Q#=予選#回戦敗退, LQ=予選敗退, A=大会不参加, Z#=デビスカップ/BJKカップ地域ゾーン, PO=デビスカップ/BJKカッププレーオフ, G=オリンピック金メダル, S=オリンピック銀メダル, B=オリンピック銅メダル, NMS=マスターズシリーズから降格, P=開催延期, NH=開催なし.
| 大会           | 2014 | 2015 | 2016 | 2017 | 2018 | 通算成績 |
| -------------- | ---- | ---- | ---- | ---- | ---- | -------- |
| 全豪オープン   | A    | A    | A    | A    | 1R   | 0–1      |
| 全仏オープン   | A    | LQ   | A    | 3R   | A    | 2–1      |
| ウィンブルドン | A    | A    | A    | 1R   | A    | 0–1      |
| 全米オープン   | 2R   | LQ   | 3R   | 1R   | A    | 3–3      |